# مارکوس نویمایر
مارکوس مارتین نویمایر (آلمانی: Markus Martin Neumayr؛ زادهٔ ۲۶ مارس ۱۹۸۶) بازیکن فوتبال بازنشسته اهل آلمان است.
از باشگاه‌هایی که در آن بازی کرده‌است می‌توان به منچستر یونایتد، ام‌اس‌وی دویسبورگ، زولته وارخم، روت‌وایس اسن، تون، فادوتس، لوتسرن، قاسم پاشا، استقلال و ارو اشاره کرد.وی در حال حاضر سرمربی تیم زیر ۱۵ سال بازل می باشد.

## دوران حرفه ای
سال ۲۰۰۳ به تیم نوجوانان منچستر یونایتد پیوست پس از دو سال به تیم بزرگسالان رفت اما نیمکت‌نشین شد به همین دلیل از این تیم جداشد. در فصل ۲۰۰۶/۷ به آلمان برگشت و اولین تجربه فوتبال حرفه‌ای خود را با تیم ام‌اس‌وی دویسبورگ بازی کرد. در این فصل در مجموع ۵ بار به میدان رفت.
بعد از صعود ام‌اس‌وی دویسبورگ به بوندسلیگا، در تاریخ ۱ سپتامبر ۲۰۰۷ اولین تجربه خود در لیگ دسته یک آلمان را در لحظات آخر بازی تجربه کرد. دو بار دیگر هم به میدان آمد که البته تا آخر فصل باید صبر می‌کرد. این فصل ام‌اس‌وی دویسبورگ به لیگ دسته دو سقوط کرد.
فصل ۲۰۰۸/۹ را با تیم دسته اول زولته وارگم شروع کرد که فقط تا تعطیلات زمستانی در آنجا ماندگار شد. از آنجا به تیم سرخ-سفید اسن در لیگ نیمه حرفه‌ای رگیونلیگا غربی رفت.
سال ۲۰۱۱ به تیم آ اس بلینزولا در لیگ دسته دو سوییس پیوست. سال ۲۰۱۳ به تیم اف سی وادوتز در لیختنشتاین پیوست. سال ۲۰۱۶ به تیم لوزرن پیوست و با پیراهن شماره ۷۷ به میدان رفت. او قرارداد خود را تا ۲۰۱۹ تمدید کرد. در سال ۲۰۱۷ با یک سویسی ازدواج و شهروندی سوییس را دریافت کرد.
۲۲ ژوئیه ۲۰۱۷ اعلام کرد که با وجود قرارداد با لوزرن به تیم قاسم پاشا اسپور در سوپر لیگ ترکیه پیوسته. آوریل ۲۰۱۸ تیم قاسم پاشا اسپور اعلام کرد که قرارداد خود را با نویمایر فسخ کرده‌است.

### استقلال
او در روز سه شنبه، ۹ مرداد ۱۳۹۷ و با چند هفته تأخیر از شروع فصل، با قراردادی ۲ ساله جانشین سرور جپاروف هافبک ازبکی استقلال تهران شد. نویمایر در لیگ برتر هیچگاه از ابتدا در ترکیب استقلال حضور نداشت و در ۸ مسابقه به عنوان بازیکن تعویضی به زمین رفت تا یک ۹۰ دقیقه کامل از او ندیده باشیم. صفر پاس گل، صفر گل و تقریباً صفر اثرگذاری کارنامه بازیکنی بود که نتوانست برای استقلال مؤثر و مفید باشد. قرارداد این بازیکن پس از نیم فصل اول ۹۷/۸ فسخ شد و همکاری اش با تیم استقلال پایان یافت.هافبک هجومی سابق استقلال پس از بازگشت به سوییس برای تیم «آرائو» به میدان می‌رود و موفق می‌شود در ۱۷ مسابقه ۵ گل و ۶ پاس گل به ثمر برساند مارکوس نویمایر در مصاحبه ای که بعد از جدایی از استقلال با سایت aargauerzeitung انجام داد اعلام کرد در ایران زندگی سختی داشته، بازیکنان با او حرف نمی‌زده‌اند و به این بازیکن حسادت می‌کردند و شفر با وجود علاقه به نویمایر نمی‌توانسته به او بازی دهد.